# Leon Czolgosz

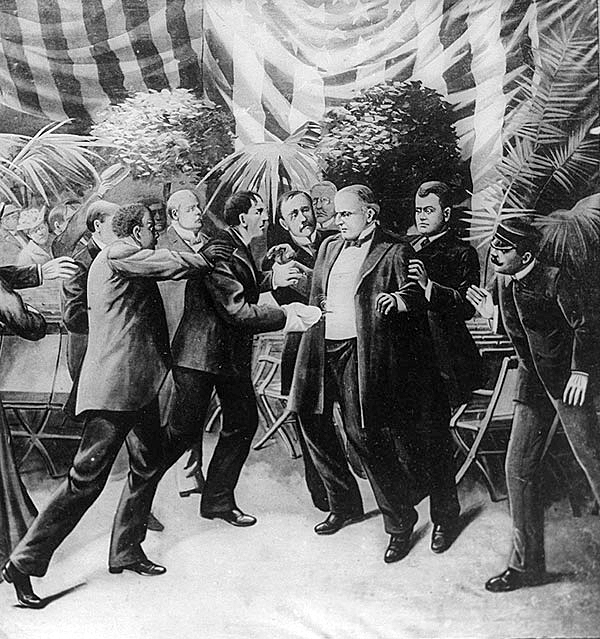
Zamach na prezydenta McKinleya – Leon Czolgosz strzela do prezydenta McKinleya z ukrytego rewolweru, podczas Pan-American Exposition

Leon Frank Czolgosz (ur. w maju 1873 w Alpenie, zm. 29 października 1901 w Auburn) – amerykański sympatyk anarchizmu, zabójca prezydenta Williama McKinleya.

## Życiorys
Czolgosz pochodził z rodziny polskich imigrantów. Urodził się w Alpenie, w stanie Michigan jako jedno z ośmiorga dzieci Pawła (Paula) Czolgosza (1843–1944) i Marii (Mary) Nowak (1843–1883). Po 1880 roku rodzina przeniosła się do Alpene, a następnie do Cleveland w stanie Ohio. Czolgosz porzucił rodzinną farmę, wyjechał wraz z dwoma braćmi i rozpoczął pracę w fabryce stali. Za uczestnictwo w strajku bracia zostali zwolnieni z pracy i wrócili do Cleveland. Był powiązany z grupą anarchistyczną „Siła”, a wcześniej uczestniczył w wykładach Emmy Goldman.
Duży wpływ na życie Czolgosza miało zabójstwo króla Włoch, Humberta I, dokonane przez Gaetano Bresciego. 31 sierpnia 1901 roku Czolgosz przyjechał do Buffalo, gdzie 6 września, w czasie wystawy Pan American Exposition dokonał zamachu, strzelając dwukrotnie do prezydenta USA McKinleya. Złapany przez policję, podał fałszywe nazwisko – Fred Nieman. Prezydent zmarł z poniesionych ran osiem dni po zamachu, a Czolgosz, po krótkim procesie, został skazany na karę śmierci i stracony na krześle elektrycznym dnia 29 października 1901 roku w więzieniu stanowym w Auburn. Przed straceniem powiedział: „Zabiłem prezydenta, ponieważ był wrogiem prawych ludzi – prawych robotników. Nie żałuję swojego czynu”.
Ciała Czolgosza nie wydano rodzinie. Mózg Czolgosza został dokładnie zbadany i opisany przez Edwarda Anthony’ego Spitzkę. Resztę ciała Czolgosza zalano kwasem siarkowym, natomiast listy i ubrania spalono.